# T–2 Buckeye
A T–2 Buckeye amerikai North American repülőgépgyár által gyártott sugárhajtású, haditengerészeti kétüléses kiképző repülőgép. 1959-ben lépett szolgálatba US Navy-nél és 2008-ban vonták ki az utolsó példányt, váltótípusa a T–45 Goshawk volt. A Görög Légierőben még ma is repül.

## Típusváltozatok
- T–2A – 217 db épült
- T–2B – Javított változat 95 db épült.
- T–2C – 231 db épült
- T–2D – Export változat Venezuela részére.
- T–2E Export változat Görögország részére.

## Rendszeresítők
- Az Amerikai Egyesült Államok Haditengerészete 543 db-t rendszeresítettek, csak a haditengerészet használta.
- Görög Légierő 40 db-t vettek, sok közülük még mai is repül.
- Venezuelai Légierő 12-db üzemeltettek, alkatrészhiány miatt kivonták.